# Rätzlingen (Niedersachsen)
Rätzlingen er en kommune i Samtgemeinde Rosche i den østlige del af Landkreis Uelzen i den nordøstlige del af tyske delstat Niedersachsen og en del af Metropolregion Hamburg. Kommunen har et areal på godt 8 km² og en befolkning på knap 500 mennesker.

## Geografi
Den lille kommune i den vestlige del af samtgemeinden består kun af landsbyen Rätzlingen, og er en af de få kommuner i Niedersachsen, der ved kommunalreformen i 1972 ikke blev sammenlagt med andre.

## Historie
Kommunen er nævnt første gang i 1032 under navnet Restinge.